# 356 mm działo bezodrzutowe Gerät 104
Gerät 104 Münchhausen – niemieckie eksperymentalne lotnicze działo bezodrzutowe kalibru 356 milimetrów z okresu II wojny światowej zaprojektowane specjalnie do niszczenia ciężkich okrętów nieprzyjaciela. Broń była testowana w latach 1939–1941, nie była produkowana seryjnie i nie została użyta bojowo.

## Historia
Broń została zaprojektowana specjalnie do niszczenia pancerników i innych silnie opancerzonych obiektów. Klasyczna armata kalibru 356 milimetrów miałaby zbyt duży odrzut aby mogła być użyta w samolocie i dlatego zdecydowano się zaprojektować broń bezodrzutową, w momencie strzału część gazów prochowych była kierowana do tyłu co równoważyło siłę odrzutu armaty.
Pierwsze testy przeprowadzono z armatą zamontowaną na wolnostojącym, wąskotorowym wagonie kolejowym w celu sprawdzenia czy armata rzeczywiście nie ma odrzutu. Wyniki testów były na tyle zadowalające, że w następnej fazie nad zamocowaną na wagoniku armatą umieszczono fragmenty kadłuba samolotu aby sprawdzić jaki ma wpływ wystrzał armaty na konstrukcję samolotu. Eksperymenty wykazały, że pomimo pokrycia tylnej części kadłuba specjalnym deflektorem, uciekające gazy prochowe powodowały niewielkie uszkodzenia kadłuba. Problem został uznany za stosunkowo niewielki i broń była testowana jeszcze w 1941. Planowano, że działo będzie przenoszone przez samoloty takie jak Junkers Ju 88 lub Heinkel He 177. Dalsze losy projektu nie są znane.

## Opis konstrukcji
Gerät 104 Münchhausen (nazwana prawdopodobnie na cześć Barona Münchhausena, tytułowego bohatera powieści Przygody barona Münchhausena), była bezodrzutowym działem kalibru 356 milimetrów, przeznaczanym do zwalczania okrętów. Lufa zbudowana była ze stali chromowo-niklowo-molibdenowej, miała długość ponad 10 metrów, z prawoskrętnym gwintowaniem. Na zewnątrz pocisku o masie 700 kilogramów znajdowały się pierścienie wiodące, pasujące do gwintowania lufy, co pozwalało na użycie lżejszej i cieńszej lufy. Prędkość początkowa pocisku wynosiła około 320 m/s.